# Alicates ajustables

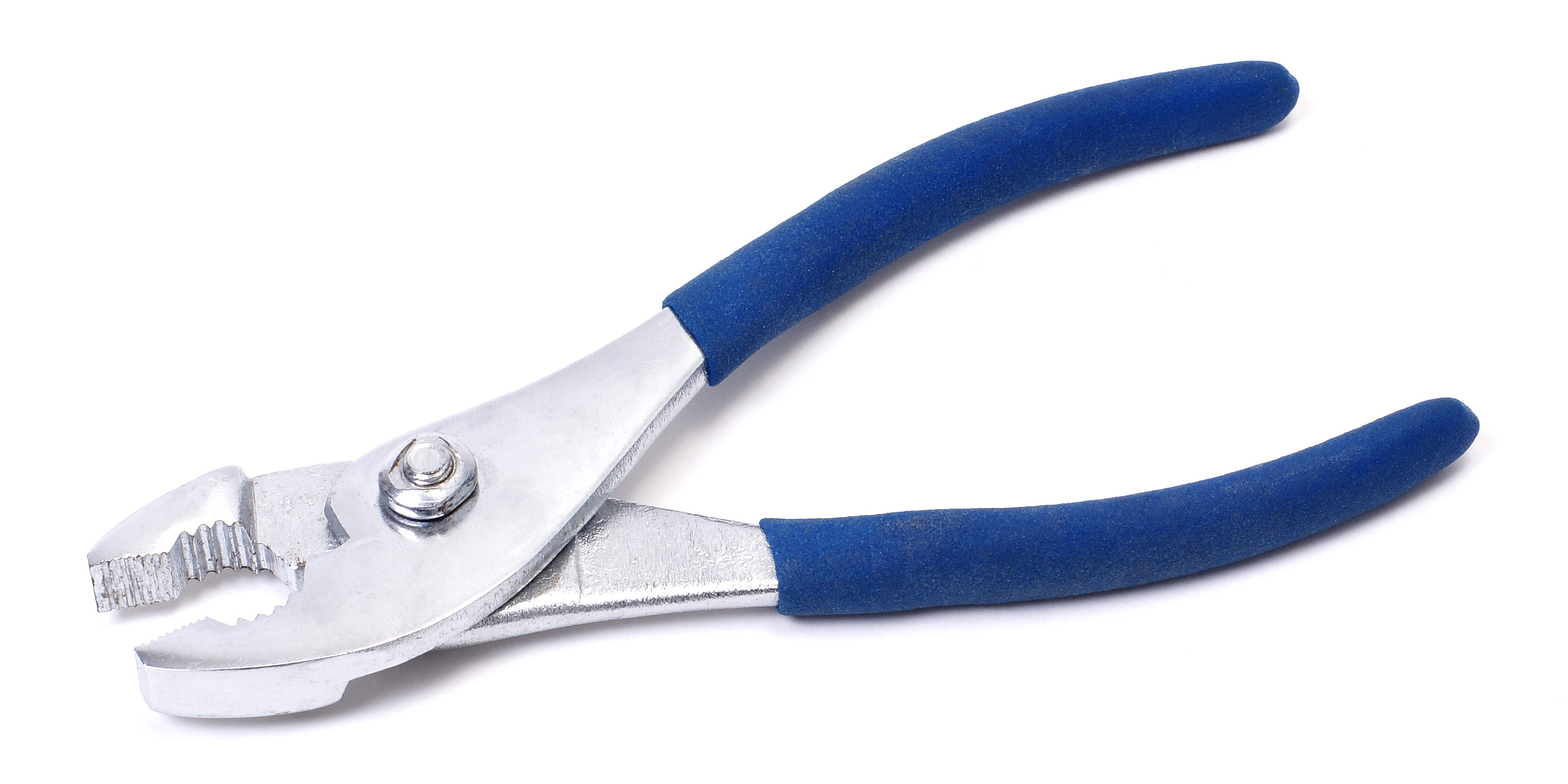
Alicates de chapista.

Los alicates ajustables son una pinza de sujeción usado por chapistas y otros artesanos para sujetar o doblar planchas cuyo pivote, punto o fulcro se puede mover para aumentar el rango de tamaño de sus mandíbulas. La mayoría utilizan un mecanismo que permite deslizar el punto de pivote en una de varias posiciones cuando los alicates están completamente abiertos.

## Tipos

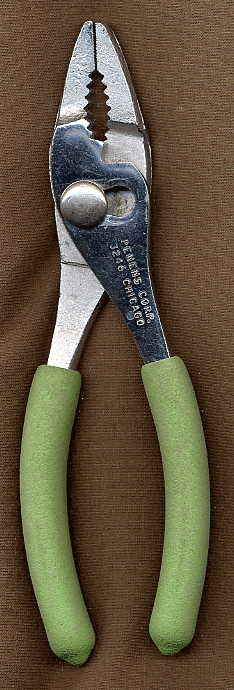
Alicates ajustables

Existen muchas variedades diferentes de deslizamiento alicates conjuntas, incluyendo pero no limitado a los alicates conjuntos de deslizamiento lineal, alicates de lengua y ranura y alicates universales.
Algunos alicates tienen asas aisladas para un trabajo eléctricamente seguro.

### Alicates de chapista
Son unos alicates ajustables se configuran de manera similar a alicates universales común o en sus mandíbulas están en línea con sus asas. Un lado de los alicates por lo general tiene dos orificios que están conectados por una ranura para el pivote. El pivote se fija al otro lado y conformada de tal modo que pueda deslizarse a través de la ranura cuando los alicates están completamente abiertas.

### Alicates extensibles
Los alicates extensibles tienen sus mandíbulas desplazamiento desde sus mangos y tienen varias posiciones en las que la mandíbula inferior se puede colocar